# Parc national de Garajonay
Pour les articles homonymes, voir Garajonay.
Le parc national de Garajonay est un parc national créé en 1981 situé dans l'île de La Gomera dans les Îles Canaries. Son territoire, d'une superficie de 3 986 hectares, couvre plus de 10 % de l'île et se trouve sur tout ou partie des six communes de l'île, dont il occupe le centre et certaines zones au nord. Il a été déclaré patrimoine de l'humanité en 1986. Le parc est également depuis 2012 réserve de biosphère avec toute l'île.

## Présentation

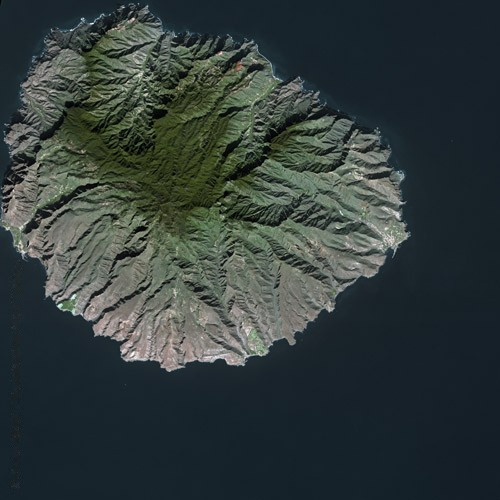
Parc national de Garajonay vu par le satellite Spot

Le parc tire son nom de l'Alto de Garajonay, point culminant de l'île, à 1 487 mètres.
Sa déclaration vient du fait qu'il abrite le meilleur exemple préservé de laurisylve du bassin méditerranéen-Macaronésie : forêt humide composée de plusieurs espèces à feuilles pérennes qui couvrait pratiquement toute l'Europe au Tertiaire. Cette forêt humide couvre environ 70 % du parc. On la trouve également aux Açores et sur l'île de Madère. Laurus azorica, connu sous le nom de laurier des Açores, peuvent être trouvés dans le parc, ainsi que Laurus novocanariensis, connu sous le nom de laurier des Canaries.
Bien que nommé d'après un seul type de forêt, le parc national englobe plusieurs variétés de forêts. La plupart des vallées humides et protégées orientées vers le Nord ont les forêts les plus riches et les plus complexes. Elle est connue sous le nom de vallée laurisylve, véritable forêt tropicale subtropicale où se trouvent les plus grands lauriers. À des altitudes plus élevées, avec moins de protection contre le vent et le soleil, la forêt perd certaines de ses espèces les plus délicates. Ici, on l'appelle pente laurisilva (laurisilva de ladera). Au sud, la forêt est principalement un mélange de faux-hêtre (Morella faya) et de bruyères arborescentes (Erica arborea), espèces adaptées à l'atmosphère moins humide.
D'autres attractions du parc national sont les roches massives qui se trouvent le long de l'île. Ce sont d'anciens volcans dont les formes ont été sculptées par l'érosion. Certains, comme la « Fortaleza » (forteresse en espagnol) étaient considérés comme sacrés par les insulaires indigènes, ainsi que des refuges idéaux lorsqu'ils étaient attaqués. Le parc est traversé par un vaste réseau de 18 sentiers pédestres, le trekking étant l'une des principales activités touristiques de l'île.
Le parc abrite également une faune intéressante d'environ mille espèces d'invertébrés, dont 150 sont endémiques. Se trouvent aussi 38 espèces de vertébrés, principalement reptiles et oiseaux, parmi lesquelles le pigeon des lauriers et le pigeon turquoise (Pigeon de Bolle), endémiques des îles Canaries.
Chaque année, Garajonay reçoit en moyenne plus de 500 000 visiteurs (828 758 visiteurs en 2015).
L'été 2012, pendant plusieurs jours, un important incendie a détruit environ 10 % du parc, principalement au sud de celui-ci et autour de l'Alto de Garajonay.

## Galerie

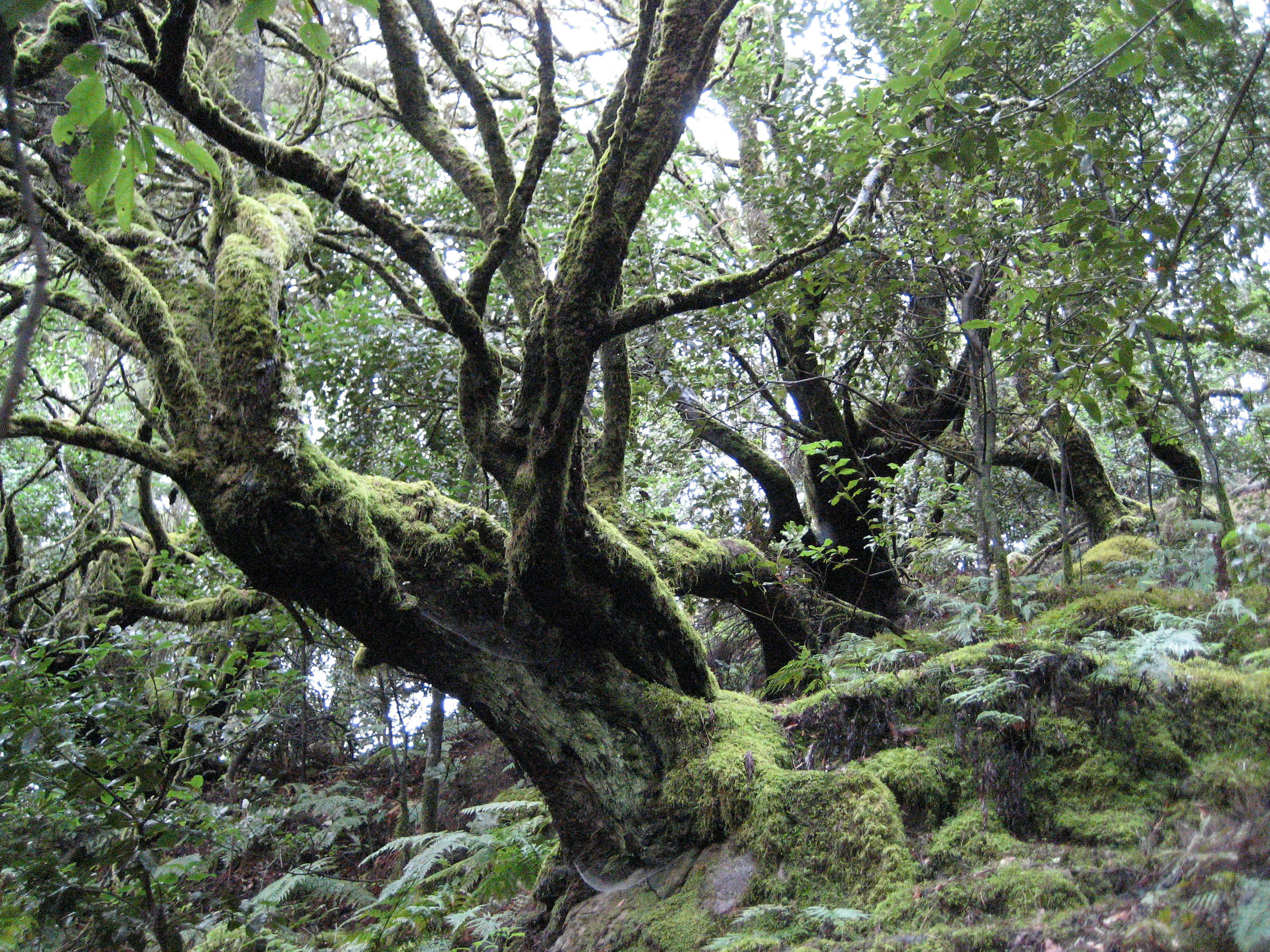
La laurisylve
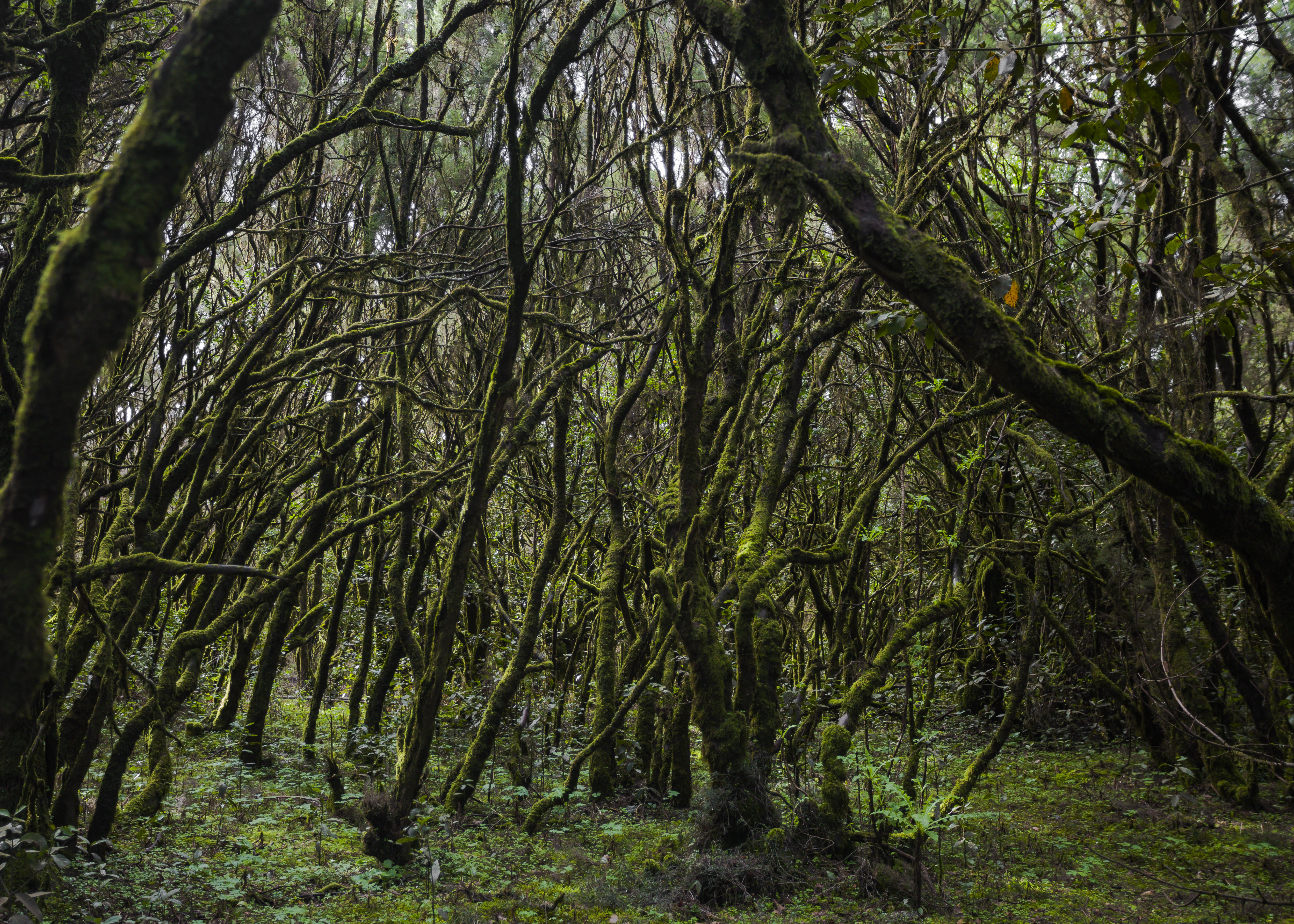
Bosque Encantado
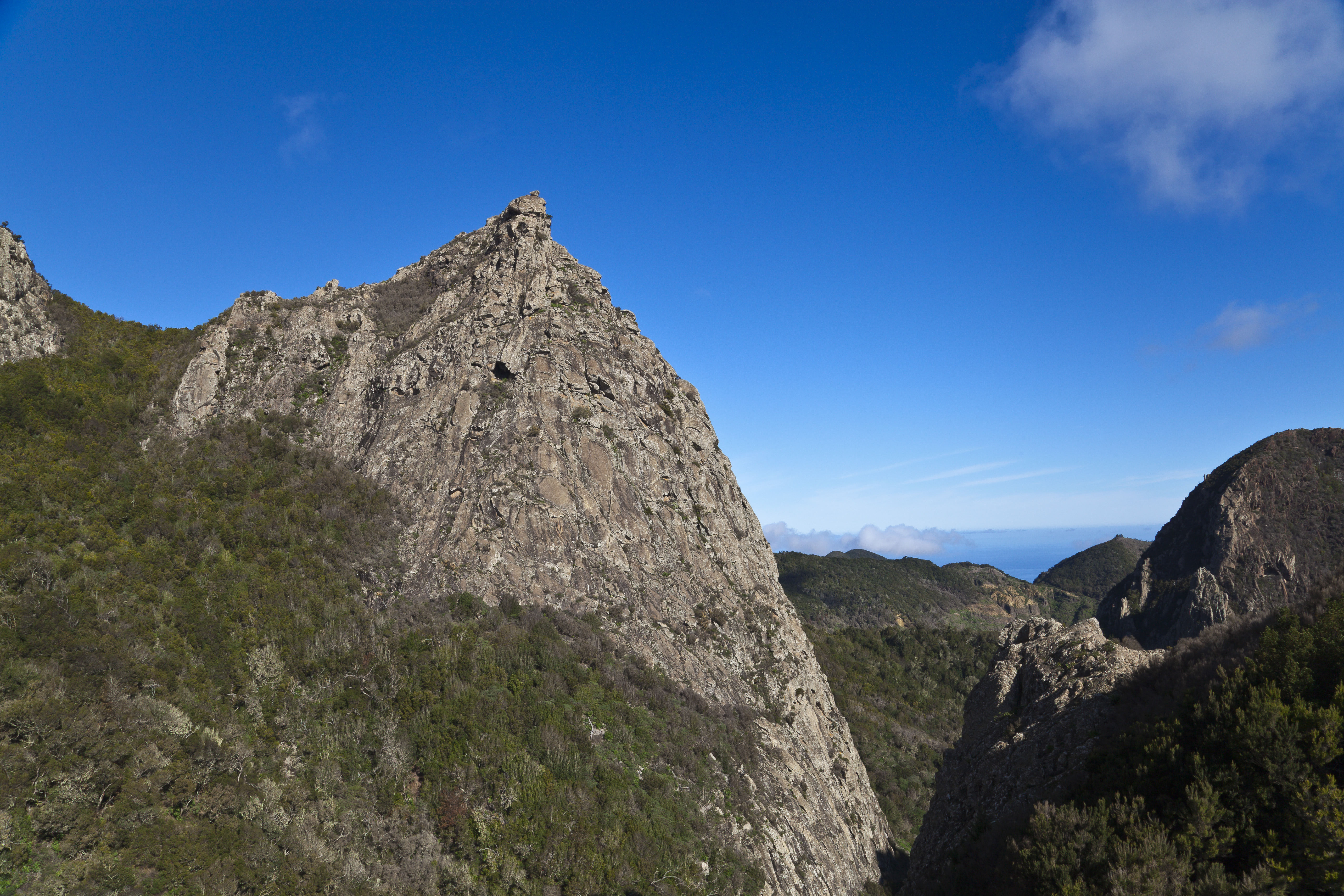
Montagne du parc
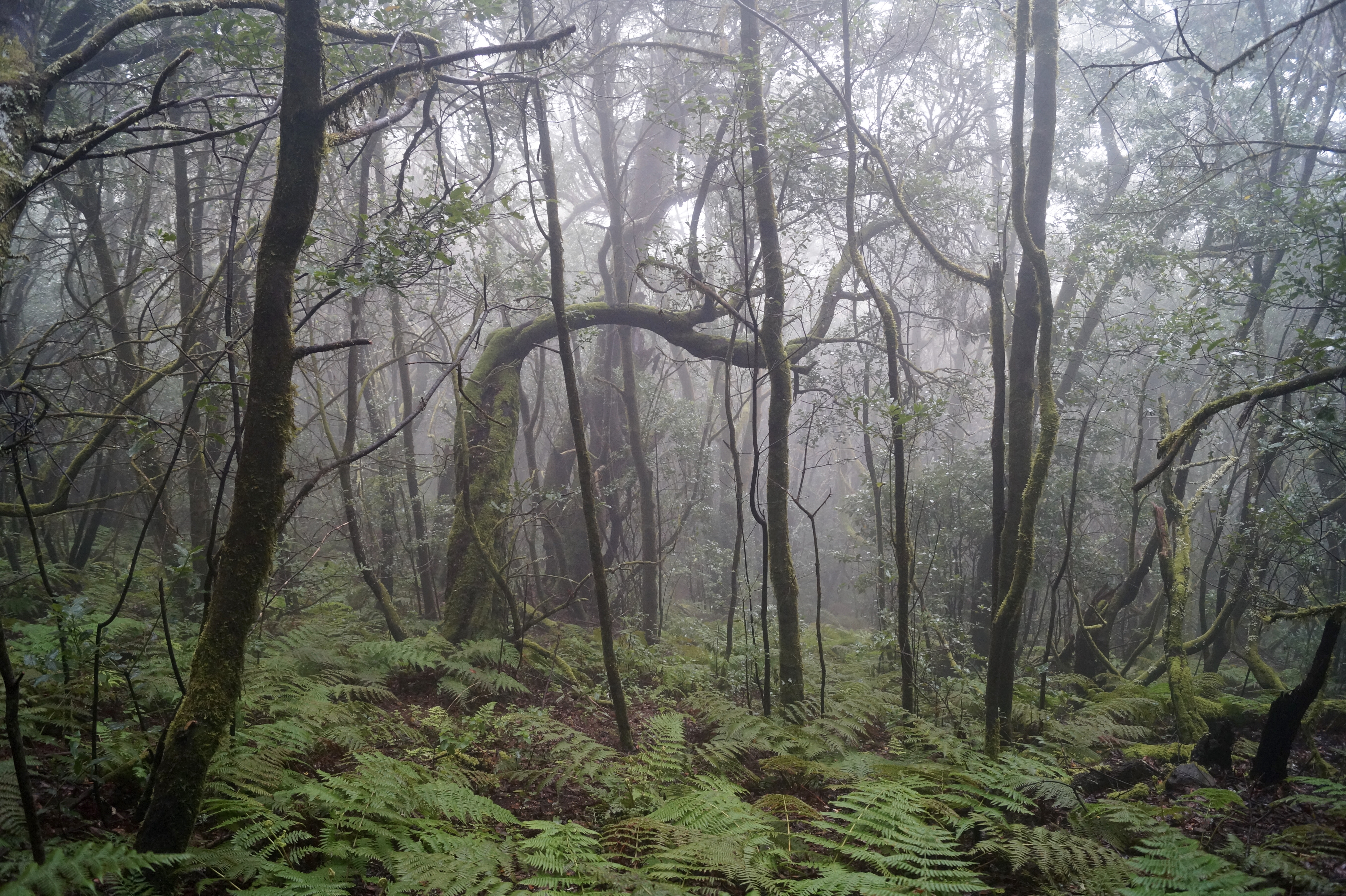
la forêt primaire
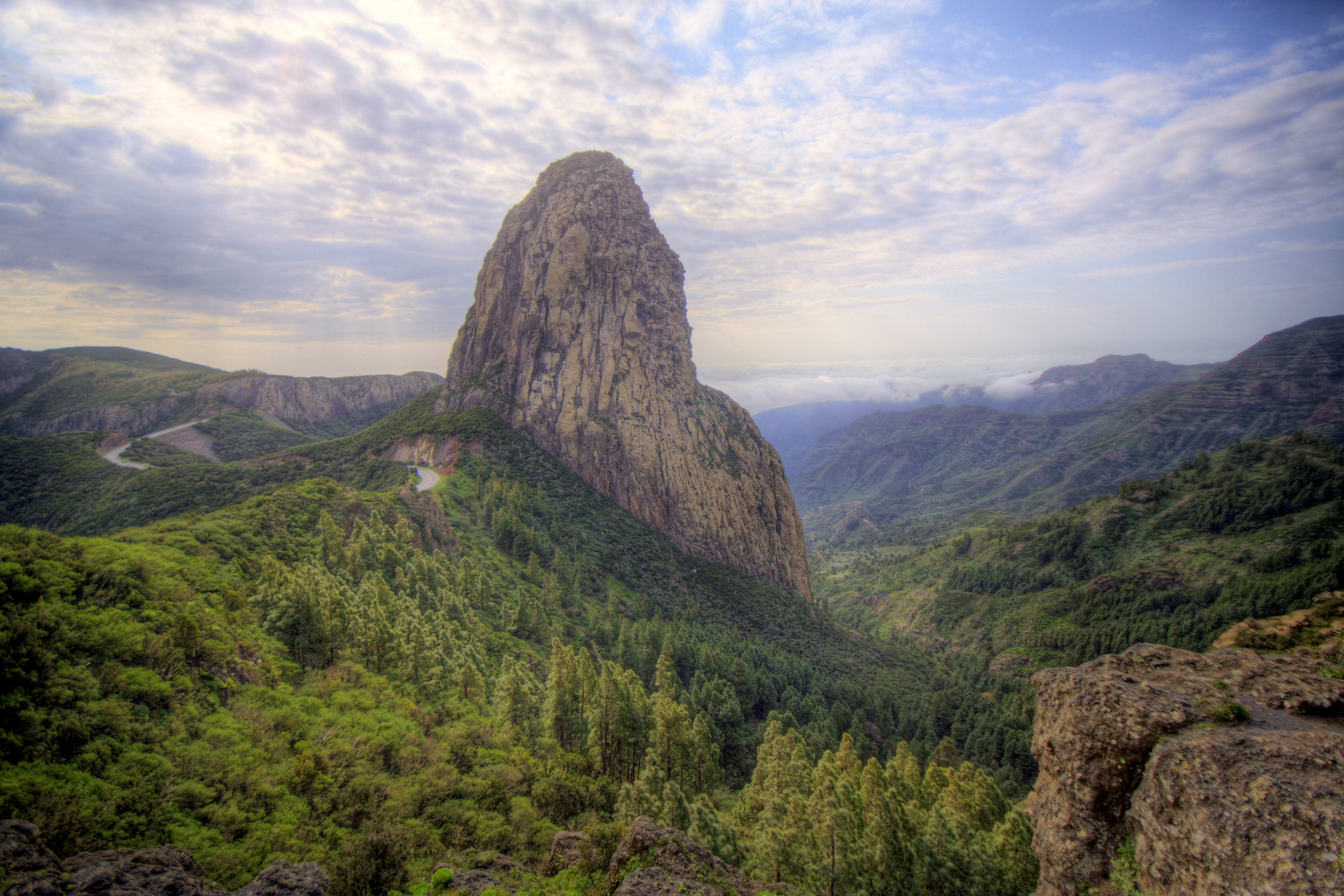
Rocher d'Agando